# Tholen
Tholen ( udtalelse ?) er en kommune og en by og halvø i den sydlige provins Zeeland i Nederlandene.
Kommunen består af to halvøer, som tidligere var øer. Disse adskilles af bugten Krabbenkreek som tidligere var et sund. Til kommunen hører udover bebyggelsen Tholen også bebyggelserne Anna Jacobapolder, De Sluis, Oud-Vossemeer, Poortvliet, Scherpenisse, Sint Annaland, Sint Maartensdijk (rådhus), Sint-Philipsland og Stavenisse. Navnet Tholen kommer af skatten (nederlandsk:de tol) som tidligere blev opkrævet her for trafik på Eendracht og Striene. Eendracht var en sidegren af floden Schelde, men er i dag en del af Schelde-Rijnkanalen.
Rigsvej A58 er hovedtrafikåren til Tholen over land, videre er øen i sydlig retning forbundet med Zuid-Beveland via Oesterdæmningen. Krabbenkreekdæmningen (amtsvej N656) forbinder Tholen med Sint-Philipsland. Schelde-Rijnkanalen ligger øst for øen mens Volkerak ligger på dens nordside.
I 1971 blev kommunerne Oud-Vossemeer, Poortvliet, Scherpenisse, Sint Annaland, Sint Maartensdijk og Stavenisse forenet med Tholen, mens Sint-Philipsland blev lagt under Tholen i 1995.

## Kommunevåbenet
Efter sammenlægningen med de andre kommuner blev det eksisterende kommunevåben beholdt. Ved et Kongelig dekret af 2. marts 1973 blev dette fastslået og ikke forandret efter seneste sammenlægning med Sint-Philipsland.
Våbnet har en sort rand med en sølvfarvet tværbjælke og kronet med en gylden krone med fem blade. Selve våbenskjoldet har en gulfarvet bund og er delt i to hoveddele: øverst et firedelt felt, under dette et halvcirkelformet.
øverste del:
øvre venstre og nedre højre felt er identiske, med en rød løve som har azur blå tunge og klør.
øvre højre og nedre venstre felt er også identiske, med en sort løve med rød tunge og klør.
nedre del:
en sort og sølvfarvet kogge for fulde sejl, med boven mod venstre. Sejl og vimpler er røde.

## Kommuneflaget
Kommunens flag var oprindelig flaget for byen Tholen. Første gang, det nævnes i en skriftlig kilde, er i Cronijk van Zeeland (Zeelands kronik) som blev nedskrevet af Mattheus Smallegange omkring år 1690. Flagets farver er rødt, hvidt og blåt, tilføjet baggrundsfarven gul i kommunevåbnet.
Den officielle beskrivelsen af flagets farver, forhold og rækkefølge er: Flaget består af syv baner, som vertikalt har forholdene 1,1,1,3,1,1,1; h:b er 2:3. Farvernes rækkefølge (ovenfra og nedad): rødt, hvidt, blåt, gult, rødt, hvidt, blåt.